# Джеймел Геррінг
Джеймел Геррінг (англ. Jamel Herring; 30 жовтня 1985) — американський професійний боксер, чемпіон світу за версією WBO (2019—2021) у другій напівлегкій вазі.

## Ранні роки
Джеймел почав займатися боксом у 2001 році. У жовтні 2003 року був зарахований до Корпусу морської піхоти США. Він два рази проходив службу в Іраку. Під час служби отримав звання сержанта.

## Аматорська кар'єра
Герінгу доводилося поєднувати тренування боксера зі своїми обов’язками в якості активного морського піхотинця Сполучених Штатів. У січні 2006 року після повернення з першого відрядження до Іраку спробував виступити в боксерській команді Корпусу морської піхоти. 2007 року його знов відправили до Іраку. Після повернення до США знов повернувся до боксерської команди Корпусу морської піхоти.
Герінг вигравав медалі на Всесвітніх іграх військовослужбовців 2011 року та на чемпіонатах збройних сил 2010 та 2012 років.
На чемпіонаті світу 2011 програв у першому бою Ху Цин (Китай).
На Олімпійських іграх 2012 програв у першому бою Даніяру Єлеусінову (Казахстан). Він був єдиним морським піхотинцем Сполучених Штатів, який брав участь у Олімпійських іграх в Лондоні, і першим діючим морським піхотинцем, який пройшов кваліфікацію до збірної США з боксу з 1992 року.

## Професіональна кар'єра
Після повернення з лондонських ігор Геррінг прийняв рішення закінчити службу в Корпусі морської піхоти США і стати професійним боксером.
25 травня 2019 року вийшов на бій проти чемпіона за версією WBO у другій напівлегкій вазі Масаюкі Іто (Японія) і здобув перемогу одностайним рішенням суддів. Провів три вдалих захиста проти Ламонта Роуча (США), Джонатана Окендо (Пуерто-Рико) і Карла Фремптона (Велика Британія).
23 жовтня 2021 року зустрівся в бою з Шакуром Стівенсоном (США) і втратив титул, програвши технічним нокаутом в десятому раунді.